# 681 г. пр.н.е.

## Събития

### В Азия

#### В Асирия
- Царят на Асирия Сенахериб (705 – 681 пр.н.е.) е убит при неясни обстоятелства, но вероятно от един или няколко от синовете си, а скоро на трона се възкачва синът му Асархадон (681/0 – 669 г. пр.н.е.).[1]

##### В Юдея
- Манасия (687 (или 697)-642 пр.н.е.) е цар на Юдея. Той управлява като васал на Асирия.[2]

#### В Елам
- Царят на Елам Хума-Халдаш I (689/8 – 681 г. пр.н.е.) умира внезапно и е наследен на трона от Хума-Халдаш II (681 – 675 г. пр.н.е.).[3]
- Новият цар отхвърля опитите на антиасирийски кръгове във Вавилония да го въвлекат в конфликт с Асирия след смъртта на Сенахериб и възцаряването на Асархадон.[4]

### В Африка

#### В Египет
- Фараон на Египет е Тахарка (690 – 664 г. пр.н.е.).[5]